# Coleochloa domensis
Espèce
Coleochloa domensis Muasya & D.A.Simpson est une espèce de plantes à fleurs de la famille des Cyperaceae et du genre Coleochloa, endémique du Cameroun.

## Étymologie
Son épithète spécifique domensis fait référence au village de Dom, dans la région du Nord-Ouest, où les premiers spécimens ont été découverts en 2006. 

## Description
C'est une herbe épiphyte vivace formant des touffes dressées d'une hauteur d'environ 30 cm.
Elle se distingue de Coleochloa abyssinica – la seule autre Coleochloa en Afrique de l'Ouest –, car elle est plus petite, touffue et dépourvue de stolons.

## Distribution
Trois individus seulement ont été observés dans les forêts de Dom, sur deux sites différents, distants de plusieurs kilomètres.

## Habitat
C'est celui de la forêt submontagnarde tropicale humide, à une altitude d'environ 1 600 m.

## Écologie
Malgré tous les efforts faits pour protéger la forêt de Dom, l'abattage de bois se poursuit. L'un des deux sites est également menacé par la déforestation liée aux activités agricoles. L'espèce, extrêmement rare, est donc considérée comme en danger critique d'extinction (CR), selon l'évaluation de l'UICN.